# 姆韋內濟河
姆韋內濟河（Mwenezi River）是非洲的河流，屬於林波波河的主要支流，發源自津巴布韋中南部，流經戈納雷若國家公園，流域面積14,759平方公里，野生動物有鷺、河馬、尼羅鱷等。

## 外部連結
- Flora of Zimbabwe （页面存档备份，存于）